# The Return of the Fellowship of the Ring to the Two Towers
The Return of the Fellowship of the Ring to the Two Towers is aflevering 613 (#92) van de animatieserie South Park. Deze aflevering is voor het eerst uitgezonden op 3 december 2002.
De aflevering is een parodie op The Lord of the Rings. Niet alleen bestaat de titel uit delen van de namen van de boeken en films, ook de verhaallijn en de personages komen overeen met die van The Lord of the Rings.

## Plot
Kyle, Cartman en Stan zijn in Stans huis The Lord of the Rings aan het spelen. Op dat moment komt Randy, Stans vader aan en vraagt of ze een video van LOTR naar Butters kunnen brengen. Ze accepteren de 'queeste' waarna Randy en zijn vrouw een pornofilm gaan kijken. Daar blijkt dat de jongens de pornofilm hebben en Stans ouders The Lord of the Rings. Ze proberen de pornofilm terug in handen te krijgen, net als Butters en de leerlingen van Groep 8.

## Verhaal
De jongens gaan naar Butters huis om de film te brengen. Butters ouders ontvangen de film en brengen hem naar Butters, die hem in zijn eentje, onwetend wat hij zal zien, gaat bekijken.
Stan, Kyle en Cartmans missie is volbracht en ze keren terug naar huis. Maar op weg komen ze Stans ouders tegen, vragend of ze de film al hebben afgegeven. Stan zegt dat het al is gebeurd en de jongens moeten terug naar Butters om de film op te halen. Daar vinden ze een verwarde Butters die boos is als ze de video weghalen. Butters gaat zich dan net zo gedragen als Sméagol/Gollem in de echte The Lord of the Rings. Even later worden ze tegengehouden door 3 leerlingen van Groep 8 die hun video willen stelen. Op het nippertje ontsnappen ze en vluchten ze weg.
Stans ouders gaan naar Butters huis om te controleren of de video al op is gehaald. Daar vinden ze een teruggetrokken Butters die vertelt dat de jongens de video hebben afgepakt en Stans ouders vermoeden dat ze hebben gezien wat het was en nu de film aan andere kinderen laten zien. Ze houden een korte vergadering met ieders ouders en ze spreken af dat ze aan de jongens seksuele voorlichting geven.
De jongens brengen de video naar Clyde die Elrond speelt en ze gaan naar een vergadering met veel klasgenoten van hen. Daar wordt besloten dat Token Williams eerst de video moet zien voordat ze iets gaan ondernemen. Na enkele minuten komt hij terug met de boodschap dat hij niet meer meedoet. De vergaderleden weten nu zeker dat er iets raar is met de video dus moet een reisgenootschap naar de videowinkel gaan om de film terug te brengen. Kyle, Stan, Cartman, Jimmy, een kleuter (waarschijnlijk Filmore) en Craig.
Op weg naar de videowinkel worden ze bijna 'vermoord' doordat er een pak sneeuw vlak voor hun neus valt. Even later komen de leerlingen van Groep 8 achter hen aan. Jimmy probeert ze tegen te houden door You shall not pass! te roepen alleen hij weet pass niet uit te spreken en wordt overreden door de leerlingen. Even later komen ze bij een rivier. Die moeten ze oversteken maar Craig en Filmore willen dat niet en gaan Harry Potter spelen. Nu zijn alleen nog Stan, Kyle en Cartman over bij het reisgenootschap. Butters biedt even later aan om de weg te wijzen naar de videowinkel. Als ze zijn aangekomen pakt Butters de video af en loopt op de Groep 8'ers af. Maar Kyle gooit Butters met de video in de videobak. De Groep 8'ers willen de jongens in elkaar slaan maar op dat moment komen hun ouders aan en leggen alles uit over seksualiteit. De jongens zijn helemaal verward over de plotselinge voorlichting en gaan naar huis. De aflevering eindigt met een beeld van Butters, die in de videobak ligt met de video in zijn armen geklemd.

## Overeenkomsten metLord of the Rings

### Personages
- Stan — Frodo
- Kyle — Sam
- Cartman (en Kenny) — Gandalf.
- Clyde —Elrond
- Jimmy — Waarschijnlijk Boromir; speelt in een scène ook de rol van Gandalf.
- Craig — Aragorn
- Jason — Legolas
- Butters — Sméagol/Gollem.[1]
- Filmore — Gimli
- Pip — Waarschijnlijk Legolas
- De Groep 8'ers — Nazgûl, Orks, Balrog

### Verhaal
Ook de verhaallijn komt voor een groot deel overeen met die van The Lord of the Rings. Zo zijn er uitspraken en bepaalde scènes die helemaal, of grotendeels hetzelfde zijn als in The Lord of the Rings.